# 黑斑蛞蝓
黑斑蛞蝓（学名：Ceratophyllidia papilligera）是一种海蛞蝓，为无壳软体动物，属腹足纲裸鳃亚目的叶海牛科。